# Четврта влада Лазара Томановића
Четврта влада Лазара Томановића била је на власти од 10. августа 1911. до 6. јуна 1912. (по старом календару).

## Чланови владе
| Функција                              | Слика     | Име и презиме       | Детаљи                                                   |
| ------------------------------------- | --------- | ------------------- | -------------------------------------------------------- |
| Предсједник Министарског Савјета      |           | Др. Лазар Томановић | Предсједник Министарског Савјета и министар без портфеља |
| Министар Унутрашњих Дјела             |           | Марко Ђукановић     |                                                          |
| Министар Војни                        |           | Јанко Вукотић       |                                                          |
| Министар Правде                       |           | Мило Дожић          |                                                          |
| Министар Просвјете и Црквених Послова | заступник | Мило Дожић          |                                                          |
| Министар Финансија и Грађевина        |           | Филип Јерговић      |                                                          |
| Министар Иностраних Дјела             |           | Душан Греговић      |                                                          |